# Acmaeodera
Acmaeodera ist eine Gattung der Unterfamilie Polycestinae in der Familie der Prachtkäfer (Buprestidae). Der wissenschaftliche Name besagt, dass der „Hals“ (gr.: dere), also das Pronotum, „besonders gut entwickelt“ (akmaios) ist.

## Merkmale
Von den verwandten Gattungen zeichnet sich Acmaeodera wie auch Acmaeoderella durch das Fehlen des Schildchens (Scutellum) aus, das im Laufe der Entwicklungsgeschichte verbreitert und mit den Flügeldecken vollständig verwachsen ist. Im Unterschied zu Acmaeoderella ist der Körper weniger walzig, sondern leicht abgeflacht, die Haare sind nicht abgeplattet und der seitliche Rand der Flügeldecken (Epipleuren) sind über dem mittleren Schenkel nicht ausgeschnitten, sondern nur leicht ausgerandet.
Sämtliche Gattungen der Unterfamilie Polycestinae sind auf Blüten spezialisiert. Sie fressen als Käfer die Blütenblätter. Die Larven leben in und ernähren sich von totem, meist trockenem Holz.

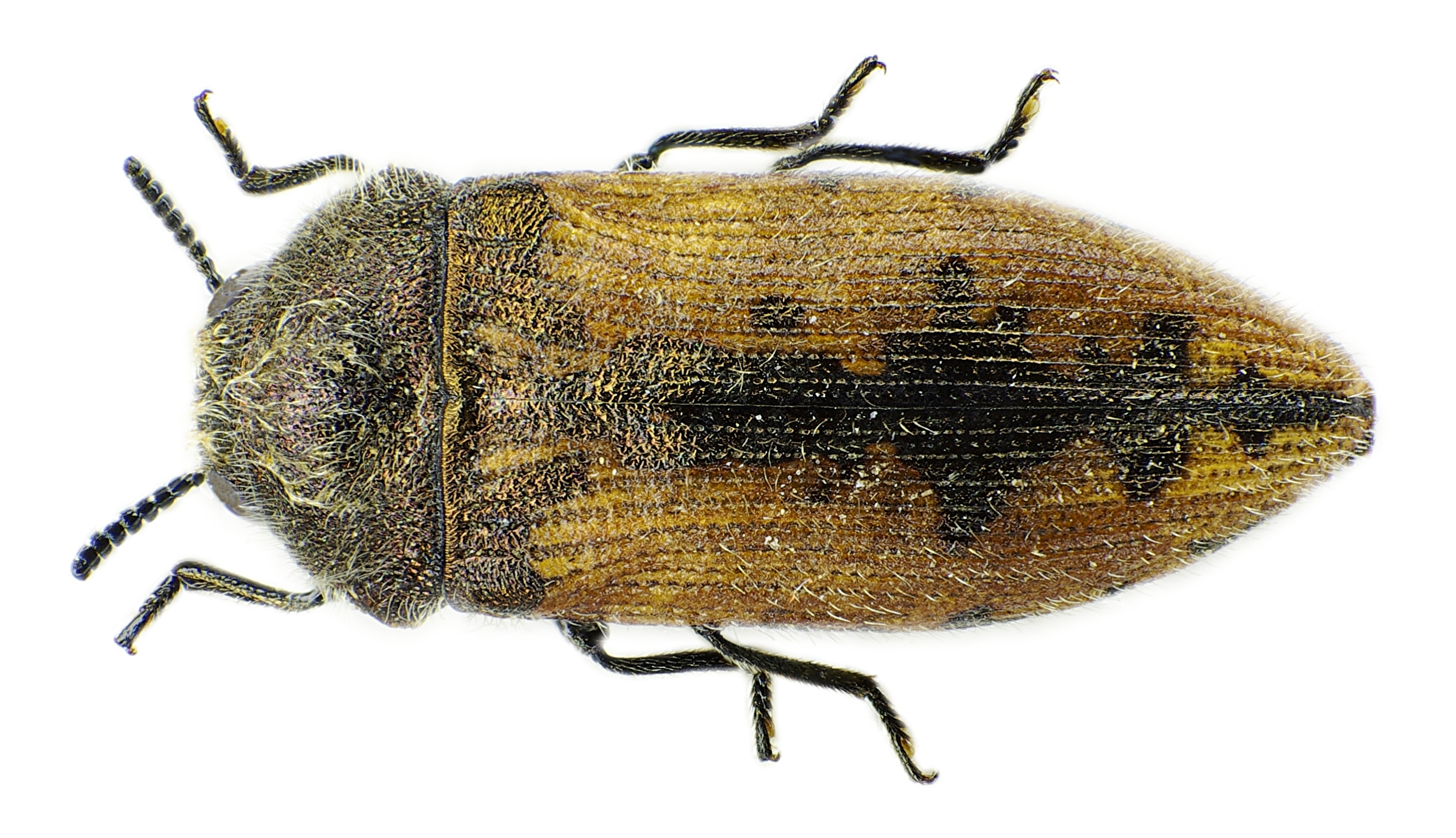
Acmaeodera pilosellae

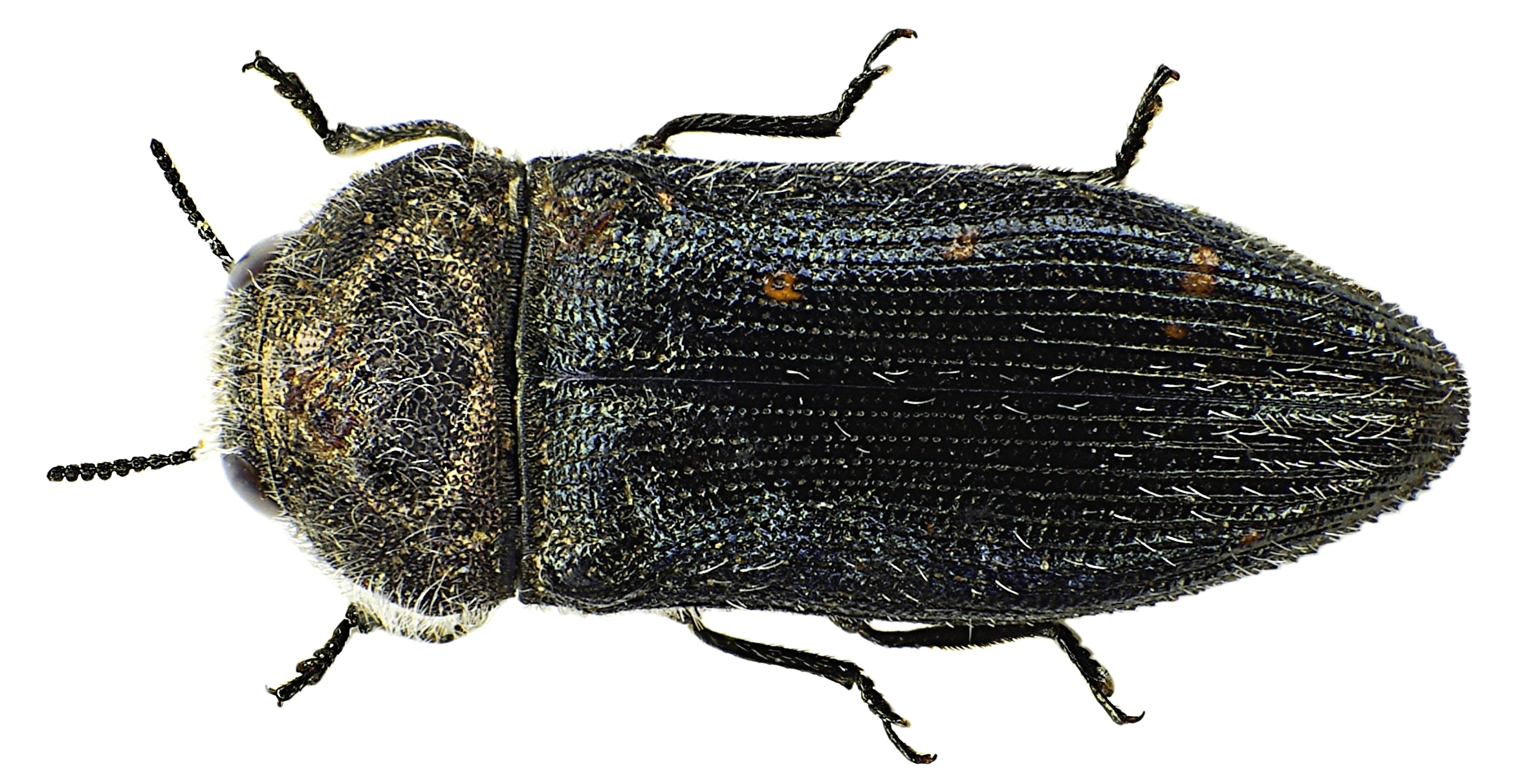
Acmaeodera brevipes

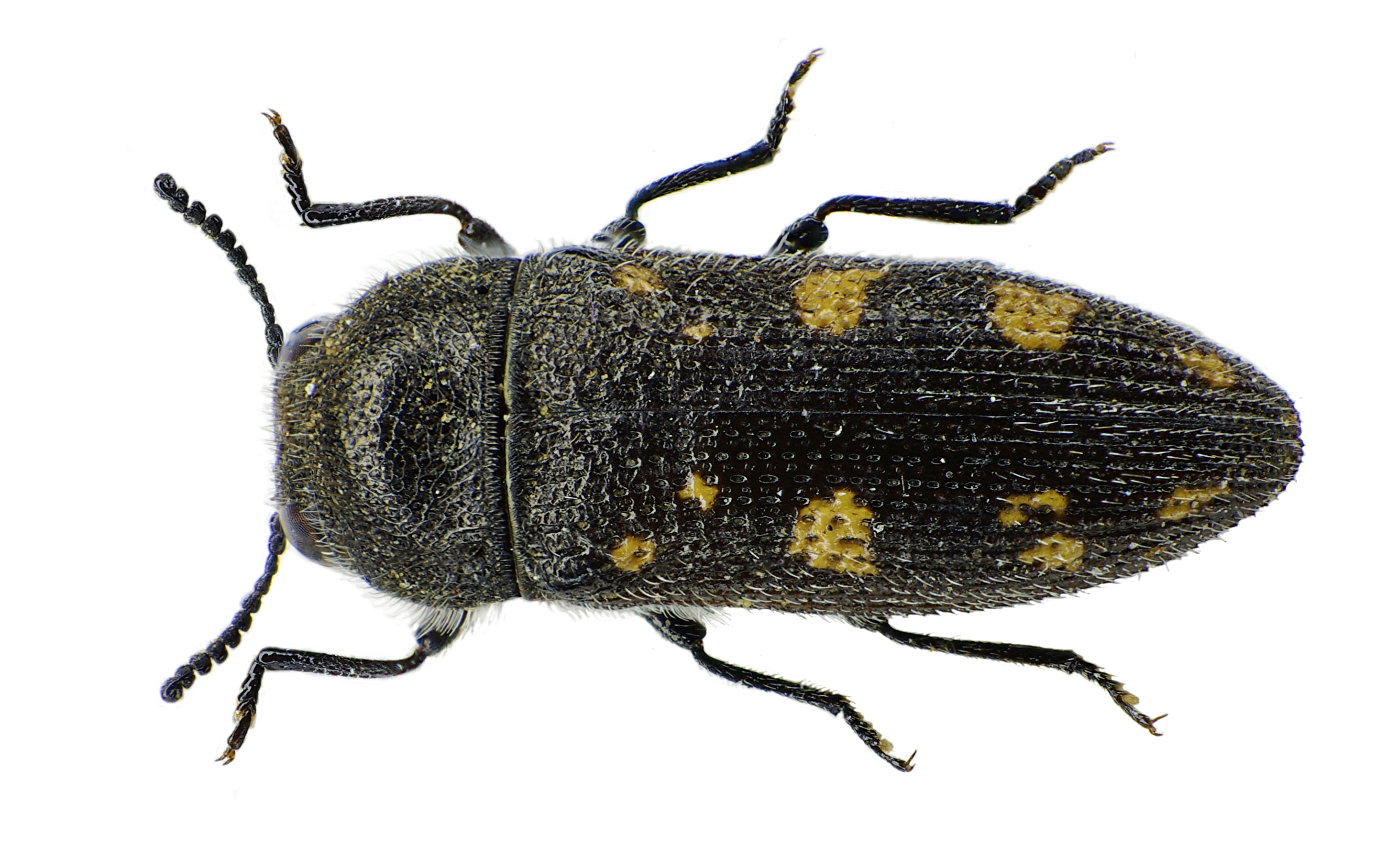
Acmaeodera bipunctata

## Systematik
Mit weltweit etwa 500 Arten bildet die Gattung Acmaeodera eine der artenreichsten Prachtkäfergattungen. Von manchen Autoren wird die Gattung mit Acmaeoderella zusammengefasst.
In Europa ist die Gattung Acmaeodera mit 57 Arten und Unterarten vertreten, die hauptsächlich in Südeuropa beheimatet sind.
In Mitteleuropa kommt nur die Art Acmaeodera degener vor.
- Acmaeodera brevipes Kiesenwetter, 1858
- Acmaeodera brevipes brevipes Kiesenwetter, 1858
- Acmaeodera cecropia Kiesenwetter, 1858
- Acmaeodera cerasina Marseul, 1865
- Acmaeodera cylindrica (Fabricius, 1775)
- Acmaeodera edmundi Obenberger, 1935
- Acmaeodera edmundi edmundi Obenberger, 1935
- Acmaeodera flavolineata Laporte & Gory, 1835
- Acmaeodera flavolineata cypricola Volkovitsh, 1983
- Acmaeodera flavolineata destructovittata Volkovitsh, 1988
- Acmaeodera flavolineata flavolineata Laporte & Gory, 1835
- Acmaeodera flavolineata piloselloides Volkovitsh, 1983
- Acmaeodera pilosellae (Bonelli, 1812)
- Acmaeodera pilosellae pilosellae (Bonelli, 1812)
- Acmaeodera pulchra (Fabricius, 1792)
- Acmaeodera revelierei Mulsant & Rey, 1859
- Acmaeodera rufocincta Baudi, 1870
- Acmaeodera bartoni Obenberger, 1940
- Acmaeodera biseriata Reitter, 1890
- Acmaeodera crinita Spinola, 1838
- Acmaeodera crinita crinita Spinola, 1838
- Acmaeodera crinita maroccana Obenberger, 1916
- Acmaeodera crinita melanosoma Lucas, 1844
- Acmaeodera crinita perrinella Obenberger, 1934
- Acmaeodera degener (Scopoli, 1763)
- Acmaeodera degener degener (Scopoli, 1763)
- Acmaeodera degener mlokossevitczi Semenov, 1895
- Acmaeodera degener quattuordecimpunctata (Villers, 1789)
- Acmaeodera marocana Obenberger, 1916
- Acmaeodera ottomana (Frivaldszki, 1837)
- Acmaeodera ottomana confluens Baudi, 1870
- Acmaeodera ottomana ottomana (Frivaldszki, 1837)
- Acmaeodera quadrifasciata (Rossi, 1790)
- Acmaeodera quadrifasciata octodecimpunctata Gory, 1840
- Acmaeodera quadrifasciata pruneri Spinola, 1838
- Acmaeodera quadrifasciata quadrifasciata (Rossi, 1790)
- Acmaeodera quadrizonata Abeille de Perrin, 1891
- Acmaeodera saxicola Spinola, 1838
- Acmaeodera saxicola bijuga Marseul, 1865
- Acmaeodera saxicola minoa Obenberger, 1940
- Acmaeodera saxicola saxicola Spinola, 1838
- Acmaeodera tassi Schaefer, 1965
- Acmaeodera truquii Abeille de Perrin, 1891
- Acmaeodera bipunctata (Olivier, 1790)
- Acmaeodera bipunctata bipunctata (Olivier, 1790)
- Acmaeodera bipunctata guillebeaui Abeille de Perrin, 1891
- Acmaeodera bipunctata obenbergeriana Schaefer, 1936
- Acmaeodera bipunctata plagiata Wollaston, 1864
- Acmaeodera bipunctata romanoi Sparacio, 1992
- Acmaeodera bipunctata senex Abeille de Perrin, 1891
- Acmaeodera nigellata Abeille de Perrin, 1904
- Acmaeodera quadrifaria Baudi, 1870
- Acmaeodera rubromaculata Lucas, 1844
- Acmaeodera rubromaculata fracta Wollaston, 1864
- Acmaeodera rubromaculata malacensis Cobos, 1954
- Acmaeodera rubromaculata oertzeni Ganglbauer, 1889
- Acmaeodera rubromaculata segurensis Escalera, 1904

## Belege
1. ↑  H. Freude, K. W. Harde, G. A. Lohse: Die Käfer Mitteleuropas. Spektrum Akademischer Verlag, München 1966, ISBN 3-827-40683-8.
2. ↑  Acmaeodera Eschscholtz 1829. Fauna Europaea, Version 1.3, 19. April 2007, abgerufen am 12. Juli 2010.